# 松寿
松寿（しょうじゅ、生没年不詳）とは、江戸時代の浮世絵師。

## 来歴
師系・経歴不明。松寿と称す。作画期は享保の頃とされ、役者絵の作が知られる。

## 作品
- 「早川新勝」　細判漆絵　ボストン美術館所蔵